# 進歩的労働党
進歩的労働党(Progressive Labor Party,略称PL)は、アメリカ合衆国を基盤とし、アメリカ以外にコロンビア・エルサルバドル・メキシコ・パキスタンに党員を持つ国際的な共産主義政党。
1961年、ソビエト連邦の体制を修正主義・国家資本主義だと規定した毛沢東主義者をはじめとする一部の党員がアメリカ共産党を離脱して結成した。また、創立者たちはアメリカ共産党を改良主義者であると規定し、共産党の議会主義路線を批判して「共産主義のための直接行動」を主張し、プロレタリア独裁を目標としている一方で、古典的な社会主義経済理論を「かつての運動の誤り」と見て拒絶している。
進歩的労働党は国際共産主義運動の統一のため、かつてのコミンテルンの後継者となることを目指している。
マルクスが規定した、「共産主義の低い段階」を否定し、資本主義から直接に共産主義の高い段階へ到達するとしている。また、階級や政党が消滅するはずの共産主義社会でも革命党が存在するとしている。

## 初期の歴史
1961年に東海岸の元アメリカ共産党員によって結成された。彼らは公然と共産主義革命を主張し、新左翼の毛沢東思想に影響を受けた。
当時盛んだった公民権運動の影響により、初め20名程度だった党員数は増加し始め、キューバ革命を支持する学生層の党員が合衆国政府の渡航禁止命令に違反してキューバに向かった。結果としてPLは学生党員の帰国前に議会で取調べを受けることとなり、このとき党員たちは取調べ中にテーブルをたたいて野次り、審議を妨害した。
1964年PLは大学を基盤とする「5月2日運動」(M2M)という組織を結成し、ベトナム戦争に対する反対運動を開始した。この頃民主的社会のための学生同盟(SDS)が成長し、学生運動の第一線で活動を始めると、PLはM2Mを解体してSDSと合併させた。やがてPL派はSDS内部で最大の勢力となったが、独自の共産主義理論の強要に反対したSDSのメンバーが革命的青年運動を結成してPL派と対立した。このときPL派は「労働者学生同盟」という組織を作り、各大学でPLの党派を増やした。